# BT-4
BT-4はIHIエアロスペース（旧石川島播磨重工業航空宇宙事業部）が開発し、製造している推力500N級の2液式ロケットエンジンである。

## 概要
LUNAR-Aの月周回軌道投入用スラスタとして開発されたプロトタイプをベースとして2000年に開発された。主に商用静止衛星の静止軌道投入用アポジキックエンジンとしてオービタル・サイエンシズ社(OSC)やロッキード・マーティン(LM)に供給されており、2002年にOSCに納入された量産型は、2005年11月16日にアリアン5で打ち上げられたインドネシアの静止通信衛星TELKOM-2で初めて使用された。

## 技術的特徴
ヘリウムガスによって加圧される圧送式サイクルの2液式ロケットエンジンであり、燃料としてヒドラジン(N2H4)、酸化剤として一酸化窒素を3%添加した四酸化二窒素(MON-3)を採用している。この種の2液式ロケットエンジンとしては世界最高の比推力を有する。
宇宙ステーション補給機(HTV)で採用されたHBT-5では燃料がモノメチルヒドラジン(MMH)に変更されている。

## 主要諸元

### プロトタイプ

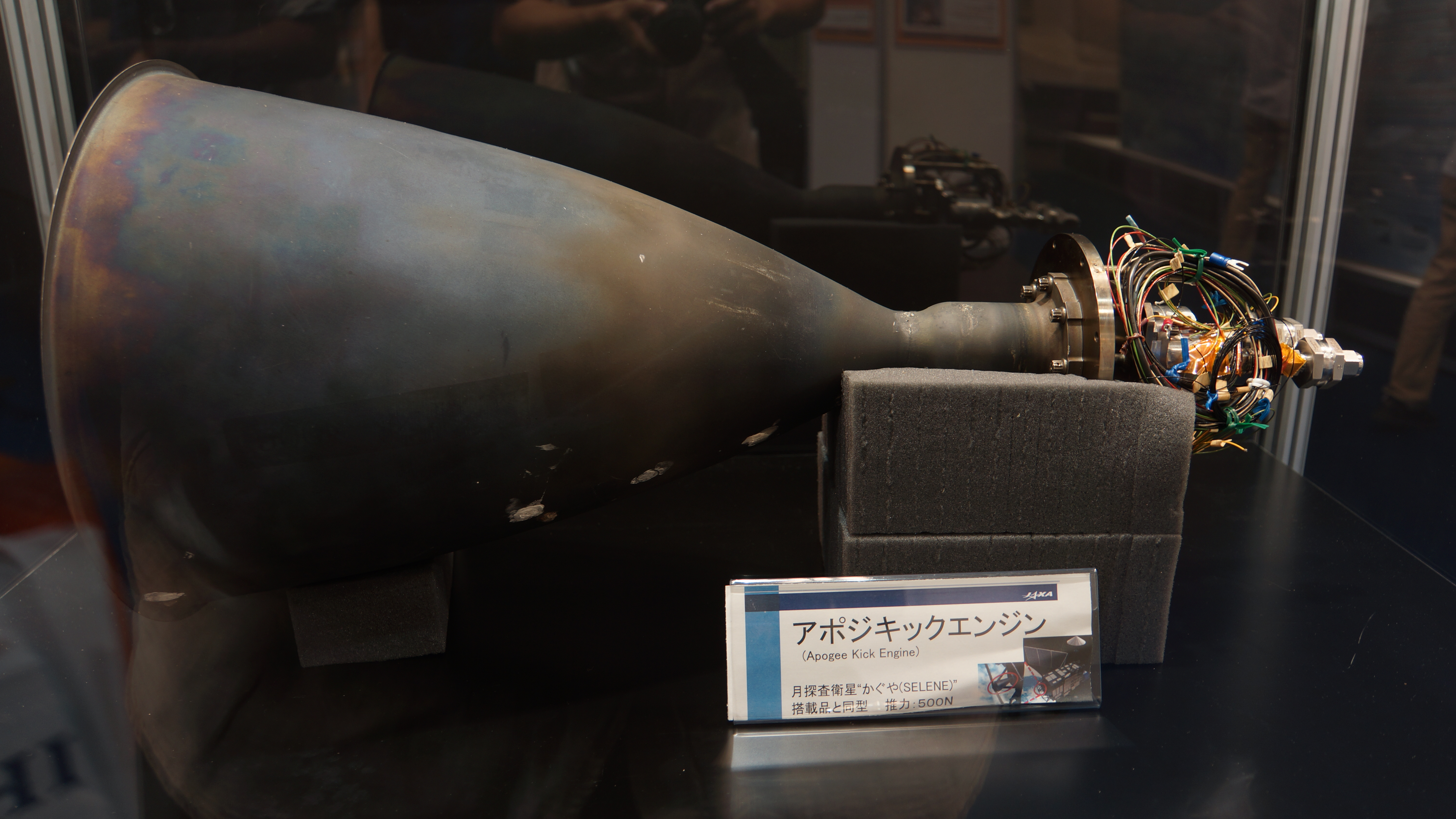
月周回衛星かぐや（SELENE）　アポジキックエンジン

- 燃焼サイクル : 圧送式サイクル
- 推進剤 : MON-3/N2H4
- 推力 : 547+54/-58 N
- 比推力 : 319.8±5.1 s

### BT-4
- 全長 : 650 mm
- 質量 : 4 kg
- 燃焼サイクル : 圧送式サイクル
- 推進剤 : MON-3/N2H4
- 推力 : 450 N
- 比推力 : 329 s
- 混合比 : 0.92 ± 0.015
- 燃料圧力 : 1.69 MPa
- 酸化剤圧力 : 1.62 MPa

### HBT-5
- 燃焼サイクル : 圧送式サイクル
- 推進剤 : MON-3/MMH
- 推力 : 500 N
- 比推力 : 322 s

## 採用宇宙機

### プロトタイプ
- LUNAR-A
- こだま(DRTS)
- かぐや(SELENE)

### BT-4
- きずな(WINDS)
- シグナス

#### 採用衛星バス
- オービタル・サイエンシズ社 STAR-2 Bus
- ロッキード・マーチン社 A2100-AXS / A2100-M

#### 採用ロケット
- アンタレス - オプションとなる第3段 Bi-Propellant Third Stage (BTS)で3基のエン ジンを使用。

### HBT-5
- 宇宙ステーション補給機(HTV)（実証機および2号機、4号機を除く[2]）